# Nils Birger Sparrschöld
Nils Birger Sparrschöld, född 1763, död 1830, var en svensk litterär person.

### Översättningar
- Han översatte Jean-Joseph Lebœuf da Simon-Joseph Pellegrins libretto Renaud som tonsattes av Johann Christian Friedrich Haeffner 1800 och uruppfördes 29 januari 1801 på Gustavianska operahuset.
- Han översatte även Om konunga-väldet och om tyranniet. Dröm. Tryckt hos Johan Pehr Lindh i Stockholm 1793.